# Nogizaka46
Nogizaka46 (jap. 乃木坂46; Nogizaka Forty-six) – japońska grupa idolek stworzona przez Yasushiego Akimoto jako oficjalny rywal (jap. 公式ライバル kōshiki raibaru) grupy AKB48.
Nazwa Nogizaka46 pochodzi od nazwy budynku SME Nogizaka Building, w którym mieści się siedziba Sony Music Japan. Ich producent, Yasushi Akimoto, powiedział również, że liczba „46” została wybrana jako bezpośrednie wyzwanie dla grupy AKB48.
21 sierpnia 2015 roku powstała pierwsza grupa siostrzana – Keyakizaka46, 21 lutego powstała druga grupa siostrzana – Yoshimotozaka46, a w 2019 roku – Hinatazaka46.

## Historia

Logo Nogizaka46

### 2011: powstanie grupy
Powstanie grupy Nogizaka46 zapowiedziano po raz pierwszy 29 czerwca 2011 roku, kiedy to przedstawiono ją jako pierwszą grupę będącą „oficjalnym rywalem” grupy AKB48, w przeciwieństwie do innych grup związanych z AKB48, takich jak SKE48 i NMB48, które są tworzone jako grupy siostrzane. Ich nazwa „Nogizaka46” oznacza, że „nawet przy mniejszej liczbie członków niż AKB48, nie przegramy”.
Końcowe przesłuchania do zespołu odbyły się w weekend 20–21 sierpnia – 56 finalistek rywalizowało o 36 dostępnych miejsc. Ogółem do udziału w przesłuchaniach zgłosiło się 38 934 osób. Lista 36 wybranych członkiń została ogłoszona 22 sierpnia. W niespodziewanym ogłoszeniu poinformowano również, że kolejne 16 dziewcząt dołączy do tej grupy jako tymczasowe członkinie „senbatsu”.
2 października miał swoją premierę własny program rozrywkowy zespołu, pt. Nogizakatte, doko? (jap. 乃木坂って、どこ?), jego gospodarzem był duet komediowy Bananaman. Program był nadawany na głównych stacjach telewizyjnych w sieci TX Network, głównie TV Tokyo, TV Osaka, TV Aichi, TV Setouchi, TV Hokkaido i TVQ Kyushu Hoso.

### 2012
22 lutego ukazał się debiutancki singel Nogizaka46 – Guruguru Curtain. Zajął drugie miejsce w tygodniowym rankingu singli Oricon i sprzedał się w liczbie 136 309 egzemplarzy w pierwszym tygodniu. Drugi singel grupy, Oide Shampoo, został wydany 2 maja i stał się pierwszym singlem numer jeden zespołu na tygodniowej liście Oricon, ze sprzedażą 156 tys. kopii. 25 czerwca Nogizaka46 wzięły udział w Yubi Matsuri, festiwalu idoli stworzonym przez Rino Sashiharę z AKB48. Koncert odbył się w Nippon Budōkan przed publicznością liczącą 8000 osób, na scenie wystąpiły takie girlsbandy jak Idoling!!!, Shiritsu Ebisu Chūgaku, SUPER☆GiRLS, Tokyo Girls’ Style, Passpo, Buono!, Momoiro Clover Z oraz Watarirōka Hashiritai 7. 22 sierpnia ukazał się singel Hashire! Bicycle.
Od 1 września do 9 września grupa zagrała w pierwszym musicalu 16 nin no Principal (jap. 16人のプリンシパル) w Shibuya Parco Theatre. W grudniu Nogizaka46 znalazły się na 1. miejscu rocznego rankingu sprzedaży Oricon w kategorii debiutantów, z rocznym dochodem wynoszącym 870 milionów jenów. 19 grudnia Nogizaka46 wydały czwarty singel pt. Seifuku no Mannequin.

### 2013
22 lutego odbył się pierwszy rocznicowy koncert grupy, pt. Nogizaka46 Birthday Live, w Makuhari Messe w Chibie. Wykonały wszystkie piosenki z pierwszych czterech singli, a koncert zgromadził około 9000 fanów. Singel Kimi no na wa kibō ukazał się 13 marca. 7 kwietnia Nogizaka46 rozpoczęły prowadzenie programu radiowego, zatytułowanego Nogizaka46no, „no” (jap. 乃木坂46の「の」) i wyprodukowanego przez Nippon Cultural Broadcasting. Od grudnia 2012 roku do kwietnia 2013 roku trwały przesłuchania na członkinie 2. generacji. Spośród 16 302 kandydatek wybrano 14, a 13 przedstawiono podczas 16 nin no Principal deux, kontynuacji musicalu z 2012 roku, wystawianego w Akasaka ACT Theatre od 3 maja do 12 maja. Szósty singel Girl’s Rule ukazał się 3 lipca.
22 października Nogizaka46 wydały swoją pierwszą fotoksiążkę Nogizaka Ha. Zajął on czwartą pozycję w tygodniowym rankingu książek Oricon, sprzedając się w liczbie 27 tys. egzemplarzy. Singel Barrette został wydany 27 lipca. Podczas finałowego odcinka krajowej trasy Manatsu no zenkoku Tour 2013 FINAL! (jap. 真夏の全国ツアー2013 FINAL!) Nogizaka46 ogłosiły nadchodzący koncert w słynnym tokijskim Nippon Budōkan, który odbył się 20 grudnia.

### 2014
Albumy koncertowe Nogizaka46 1st Year Birthday Live 2013.2.22 Makuhari Messe na DVD i Blu-ray zostały wydane w 5 i 22 lutego, każdy z nich uplasował się na 1. pozycji Oricon DVD Chart, sprzedając się w liczbie 12 tys. kopii w pierwszym tygodniu. 22 lutego odbył się koncert 2nd Year Birthday Live w Yokohama Arena, który zgromadził 13 tys. fanów. Podczas koncertu grupa ogłosiła, że ich musical 16 nin no Principal trois będzie wystawiany w Akasaka ACT Theatre od 30 maja do 15 czerwca.
24 lutego w Zepp DiverCity w Tokio odbyło się wielkie „przetasowanie” grupy AKB48, pt. AKB48 Group Dai Sokaku Matsuri. Ogłoszono, że Rina Ikoma z Nogizaka46 dołączy do Teamu B AKB48, co spotkało się z zaskoczeniem publiczności. Również podczas tego samego eventu ogłoszono, że Rena Matsui z Teamu E SKE48 będzie równocześnie członkinią Nogizaka46. Singel Kizuitara kataomoi ukazał się 2 kwietnia. 5 lipca Nogizaka46 uczestniczyły w Japan Expo 2014 w Paryżu, gdzie odbył się ich pierwszy zagraniczny występ. 9 lipca wydano singel Natsu no Free & Easy, a 8 października – Nandome no aozora ka?.

### 2015:Tōmei na iro
7 stycznia ukazał się pierwszy album zespołu, pt. Tōmei na iro. Zajął 1. pozycję listy Oricon Weekly Album Chart i 15. listy Oricon Yearly Album Chart. 22 lutego, w Seibu Dome in Saitamie, odbył się koncert 3rd Year Birthday Live. W koncercie wzięło udział około 38 tys. osób. Jedenasty singel grupy, Inochi wa utsukushii, został wydany 18 marca. 26 marca, podczas wiosennego solowego koncertu AKB48 na Saitama Super Arena, ogłoszono, że program wymiany pomiędzy Riną Ikoma i Reną Matsui został odwołany.
20 kwietnia rozpoczął emisję program rozrywkowy grupy, pt. Nogizaka kōjichū (jap. 乃木坂工事中), który zastąpił program Nogizakatte, doko? (jap. 乃木坂って、どこ？). 11 lipca miała swoją premierę pierwsza TV Drama Hatsumori Bemars (jap. 初森ベマーズ), w której zagrały członkinie zespołu. 22 lipca ukazał się singel Taiyō Knock, a 28 października – singel Ima, hanashitai dareka ga iru. 31 grudnia Nogizaka46 wystąpiły po raz pierwszy w Kōhaku Uta Gassen, gdzie wykonały piosenkę Kimi no na wa kibō.

### 2016:Sorezore no isu
W tym roku koncert 4th Year Birthday Live został przełożony na 28 sierpnia, czyli pod koniec trasy Summer National Tour 2016, z powodu braku dostępnych sal koncertowych spowodowanym boomem rekonstrukcji obiektów na Letnie Igrzyska Olimpijskie 2020. Od 20 do 22 lutego Nogizaka46 prowadziły własny internetowy program Nogizaka46 4th Anniversary Nogizaka 46 hours TV dostępny w sześciu serwisach internetowych. 27 lutego ich 12. singel Taiyō Knock został wybrany podczas 30. Japan Gold Disc Award jako jeden z pięciu najlepszych. 23 marca ukazał się 14. singel Harujion ga sakukoro, a kolejny Hadashi de Summer – 27 lipca.
25 maja ukazał się drugi album studyjny Sorezore no isu. Zajął 1. pozycję listy Oricon Weekly Album Chart. Druga część Nogizaka 46 hours TV została wyemitowana 10 czerwca w celu upamiętnienia wydania drugiej płyty. 5 sierpnia Nogizaka46 wydały swoją drugą fotoksiążkę 1 Jikan okure no I Love You. W pierwszym tygodniu sprzedano 41 tys. kopii, dzięki czemu znalazła się na 1. miejscu tygodniowego rankingu książek Oricon.
Od 19 lipca do 4 września trwały przesłuchania na członkinie 3. generacji. W końcowej fazie przesłuchania 13 kandydatek wystąpiło za pośrednictwem usługi streamingowej o nazwie SHOWROOM. 4 września ogłoszono, że 12 kandydatek przeszło ostatni etap przesłuchań; zostały wybrane spośród 48 986 kandydatek. 9 listopada Nogizaka46 wydały szesnasty singel Sayonara no imi, który uplasował się na 1. miejscu listy singli Oricon. Był to pierwszy singel, który sprzedał się w liczbie ponad miliona egzemplarzy. 31 grudnia Nogizaka46 po raz drugi wystąpiły podczas NHK Kōhaku Uta Gassen, gdzie zaśpiewały piosenkę Sayonara no imi.

### 2017:Umaretekara hajimete mita yume
W dniach od 20 do 22 lutego Nogizaka46 przeprowadziły serię koncertów 5th Year Birthday Live, w Saitama Super Arena. Pierwszy dzień koncertu był ostatnim dniem Nanami Hashimoto jako członkini Nogizaka46, po którym zakończyła karierę w branży rozrywkowej. 22 marca ukazał się ich 17 singel „Influencer”. Od 20 maja do 11 czerwca członkinie zespołu występowały w produkcji scenicznej będącej adaptacją mangi Asahinagu. Spektakl był wystawiany w Tokio, Osace i Aichi. 24 maja grupa wydała swój trzeci album studyjny Umaretekara hajimete mita yume. Od 1 lipca do 9 października wzięły udział w letniej krajowej trasie koncertowej, występując w Tokio, Sendai, Osace, Nagoi i Niigata.
9 sierpnia wydały swój 18. singel „Nigemizu”. 22 września miał swoją premierę w kinach w Japonii pierwszy pełnometrażowy film grupy – Asahinagu. 11 października ukazała się piosenka przewodnia do filmu i przedstawienia teatralnego „Itsuka dekiru kara kyō dekiru” (jap. いつかできるから今日できる), jako 19. singel. 7 i 8 listopada zakończyły swoją letnią trasę koncertową w Tokyo Dome, gdzie każdego dnia wystąpiły przed ponad 55 tys. fanów. 24 listopada po raz drugi wystąpiły za granicą podczas C3AFA Singapore. Był to ich pierwszy krok w kierunku wejścia na rynek Azji; zniesiono restrykcje regionalne na ich kanale YouTube, aby udostępnić nagrania wszystkim krajom, w których usługa YouTube Red nie została uruchomiona.
30 grudnia Nogizaka46 zdobyły główną nagrodę podczas 59. Japan Record Awards za singel „Influencer”. 31 grudnia po raz trzeci z rzędu wystąpiły w NHK Kōhaku Uta Gassen wykonując piosenkę „Influencer”.

### 2018–2020:Boku dake no kimi ~Under Super Best~, odejścia z zespołu

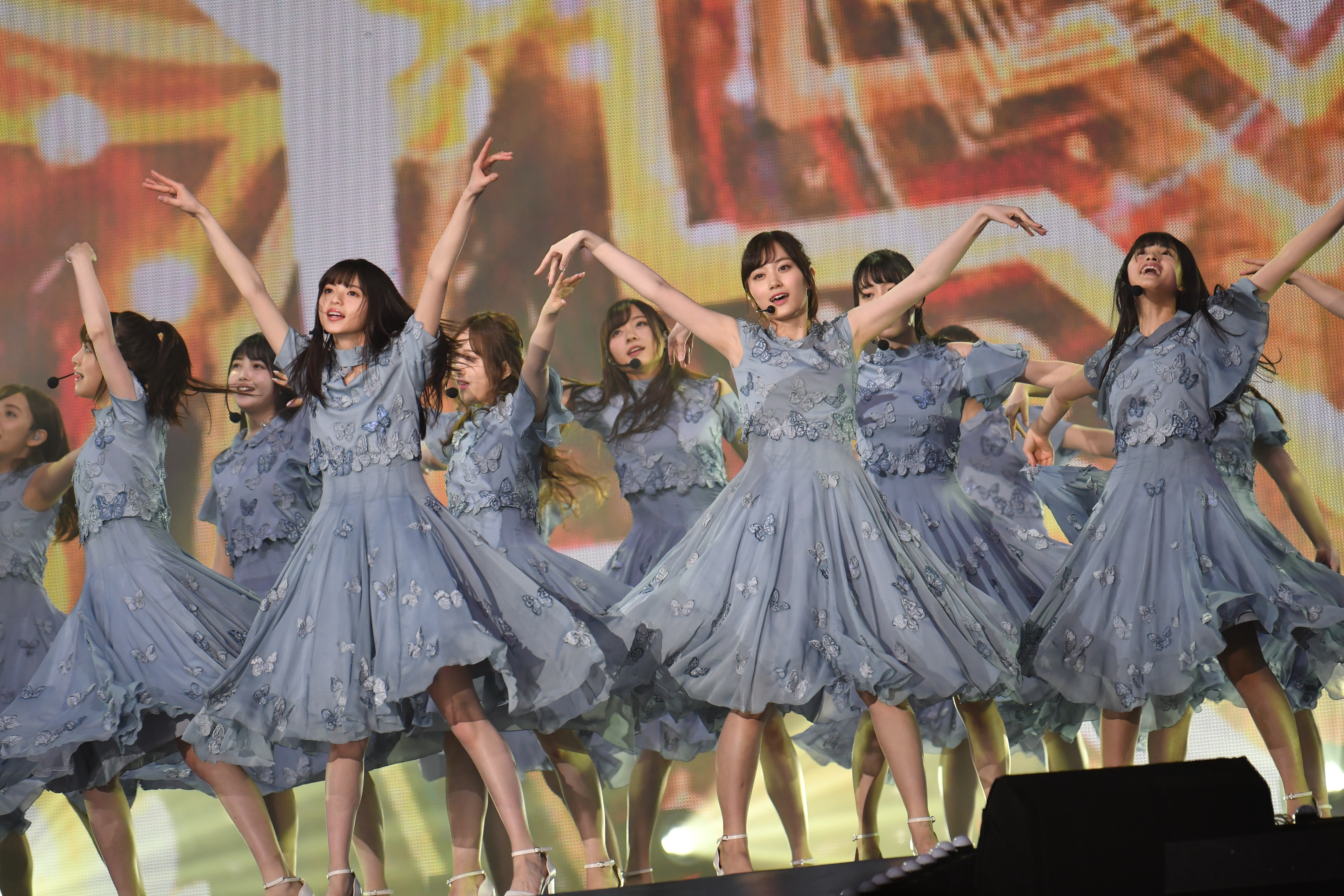
Występ podczas KKBox Music Awards na Tajwanie

10 stycznia 2018 roku ukazała się kompilacja Boku dake no kimi ~Under Super Best~. W styczniu zapowiedziały także serię koncertów 6th Year Birthday Live, która rozpoczęła się w lipcu w Meiji Jingu Stadium. W kwietniu poinformowano o nowym musicalu zespołu, Pretty Guardian Sailor Moon, będącym oficjalną kolaboracją z Sailor Moon. Musical był wystawiany w dwóch teatrach, od 8 do 24 czerwca oraz od 21 do 30 września. 1 grudnia odbył się pierwszy solowy zagraniczny koncert w Mercedes-Benz Arena, w Szanghaju. Podczas 60. Japan Record Awards Nogizaka46 zdobyły główną nagrodę za 20. singel „Synchronicity”, co było ich drugim z rzędu zwycięstwem.
27 stycznia 2019 roku Nogizaka46 odbyły kolejny zagraniczny koncert w Taipei Arena. Później tego samego roku grupa ogłosiła plan powrotu do Szanghaju w październiku z dwudniowym koncertem w Mercedes-Benz Arena.
W 2018 roku z zespołu odeszło kilka członkiń pierwszej generacji. Rina Ikoma, która była środkową sześciu singli, opuściła grupę w maju. Ostatni dzień 7th Birthday Live w lutym 2019 roku był koncertem na zakończenie członkostwa Nanase Nishino, która była środkową siedmiu singli. W marcu Misa Etō dała solowy koncert jako ostatni występ publiczny z grupą. 8 lipca kapitan grupy, Reika Sakurai, ogłosiła, że zakończy członkostwo 1 września, a ceremonia zbiegła się z końcowym etapem letniej krajowej trasy grupy. 7 stycznia 2020 roku Mai Shiraishi ogłosiła odejście z grupy po wydaniu dwudziestego piątego singla. W lutym pięć stażystek Sakamichi Series zostało przydzielonych do Nogizaka46.

### Od 2021: 5. generacja i 10. rocznica zespołu
19 lipca 2021 roku grupa ogłosiła przesłuchanie dla piątej generacji członkiń. Nowe członkinie miały zostać ujawnione w grudniu. Osiem z jedenastu nowych członkiń, które przeszły proces audycji do 5. generacji, ostatecznie przedstawiono w lutym 2022 roku.
W drugiej połowie 2021 roku członkinie grupy po raz pierwszy pojawiły się w popularnym The First Take: Sakura Endo z piosenką „Kikkake” oraz Erika Ikuta, Haruka Kaki i Shiori Kubo z „Yasashii dake nara”. Aby uczcić 10. rocznicę debiutu, 15 grudnia Nogizaka46 wydały album z największymi przebojami zatytułowany Time flies. Album zawierał wszystkie wydane dotąd single oraz kilka nowych piosenek, w tym pożegnalną Eriki Ikuty.
W 2021 roku z zespołu odeszły członkinie 1. i 2. generacji: Miona Hori, Sayuri Matsumura, Kazumi Takayama i Erika Ikuta. Grupę opuściła także Momoko Ozono jako pierwsza członkini 3. generacji.
Od 21 do 23 lutego 2022 roku wyemitowany został internetowy program Nogizaka46 5th Anniversary Nogizaka 46 hours TV, świętujący 10. rocznicę istnienia zespołu.

## Dyskografia

### Single
| Rok  | Tytuł                                                                  | Ranking                     | Ranking                 | Sprzedaż  | Sprzedaż        | Album                          |
| Rok  | Tytuł                                                                  | Oricon Weekly Singles Chart | Billboard Japan Hot 100 | Oricon    | Billboard Japan | Album                          |
| ---- | ---------------------------------------------------------------------- | --------------------------- | ----------------------- | --------- | --------------- | ------------------------------ |
| 2012 | „Guruguru Curtain” (jap. ぐるぐるカーテン)                             | 2                           | 3                       | 214 373   |                 | Tōmei na iro                   |
| 2012 | „Oide Shampoo” (jap. おいでシャンプー)                                 | 1                           | 2                       | 225 383   |                 | Tōmei na iro                   |
| 2012 | „Hashire! Bicycle” (jap. 走れ! Bicycle)                                | 1                           | 1                       | 245 069   |                 | Tōmei na iro                   |
| 2012 | „Seifuku no Mannequin” (jap. 制服のマネキン)                           | 1                           | 1                       | 313 152   |                 | Tōmei na iro                   |
| 2013 | „Kimi no na wa kibō” (jap. 君の名は希望)                               | 1                           | 3                       | 319 421   |                 | Tōmei na iro                   |
| 2013 | „Girl’s Rule” (jap. ガールズルール)                                    | 1                           | 1                       | 459 658   |                 | Tōmei na iro                   |
| 2013 | „Barrette” (jap. バレッタ)                                             | 1                           | 1                       | 516 654   |                 | Tōmei na iro                   |
| 2014 | „Kizuitara kataomoi” (jap. 気づいたら片想い)                           | 1                           | 1                       | 547 006   |                 | Tōmei na iro                   |
| 2014 | „Natsu no Free & Easy” (jap. 夏のFree＆Easy)                           | 1                           | 1                       | 526 564   |                 | Tōmei na iro                   |
| 2014 | „Nandome no aozora ka?" (jap. 何度目の青空か?)                         | 1                           | 1                       | 619 803   |                 | Tōmei na iro                   |
| 2015 | „Inochi wa utsukushii” (jap. 命は美しい)                               | 1                           | 1                       | 622 388   | Sorezore no isu |                                |
| 2015 | „Taiyō Knock” (jap. 太陽ノック)                                        | 1                           | 1                       | 680 132   | Sorezore no isu |                                |
| 2015 | „Ima, hanashitai dareka ga iru” (jap. 今、話したい誰かがいる)          | 1                           | 1                       | 741 397   | Sorezore no isu |                                |
| 2016 | „Harujion ga sakukoro” (jap. ハルジオンが咲く頃)                       | 1                           | 1                       | 834 797   | Sorezore no isu |                                |
| 2016 | „Hadashi de Summer” (jap. 裸足でSummer)                                | 1                           | 1                       | 866 648   | 885 611+        | Umaretekara hajimete mita yume |
| 2016 | „Sayonara no imi” (jap. サヨナラの意味)                                | 1                           | 1                       | 983 257   | 996 945+        | Umaretekara hajimete mita yume |
| 2017 | „Influencer” (jap. インフルエンサー)                                   | 1                           | 1                       | 1 049 498 | 1 021 376+      | Umaretekara hajimete mita yume |
| 2017 | „Nigemizu” (jap. 逃げ水)                                               | 1                           | 1                       | 1 066 674 | 1 199 674+      | Ima ga omoide ni naru made     |
| 2017 | „Itsuka dekiru kara kyō dekiru” (jap. いつかできるから今日できる)      | 1                           | 1                       | 1 106 920 | 1 281 123+      | Ima ga omoide ni naru made     |
| 2018 | „Synchronicity” (jap. シンクロニシティ)                                | 1                           | 1                       | 1 320 463 | 1 404 000+      | Ima ga omoide ni naru made     |
| 2018 | „Jikochū de ikō!” (jap. ジコチューで行こう！)                          | 1                           | 1                       | 1 330 563 | 1 465 449+      | Ima ga omoide ni naru made     |
| 2018 | „Kaerimichi wa tōmawari shitaku naru” (jap. 帰り道は遠回りしたくなる)  | 1                           | 1                       | 1 374 320 | 1 460 632+      | Ima ga omoide ni naru made     |
| 2019 | „Sing Out!”                                                            | 1                           | 1                       | 1 288 496 | 1 305 723+      | Time flies                     |
| 2019 | „Yoake made tsuyogaranakute mo ii” (jap. 夜明けまで強がらなくてもいい) | 1                           | 1                       | 1 193 774 | 1 301 112+      | Time flies                     |
| 2020 | „Shiawase no hogoshoku” (jap. しあわせの保護色)                        | 1                           | 1                       | 1 113 822 | 1 188 889+      | Time flies                     |
| 2021 | „Boku wa boku o suki ni naru” (jap. 僕は僕を好きになる)                | 1                           | 1                       | 718 090   | 826 774+        | Time flies                     |
| 2021 | „Gomen ne Fingers crossed” (jap. ごめんねFingers crossed)              | 1                           | 1                       | 696 264   | 824 688+        | Time flies                     |
| 2021 | „Kimi ni shikarareta” (jap. 君に叱られた)                              | 1                           | 1                       | 620 649   | 768 935+        | Time flies                     |
| 2022 | „Actually...”                                                          | 1                           | 1                       |           |                 |                                |

Inne piosenki
- „Sekaijū no rinjin yo” (jap. 世界中の隣人よ) (2020)
- „Route 246” (2020)

### Albumy studyjne
- Tōmei na iro (jap. 透明な色) (2015)
- Sorezore no isu (jap. それぞれの椅子) (2016)
- Umaretekara hajimete mita yume (jap. 生まれてから初めて見た夢) (2017)
- Ima ga omoide ni naru made (jap. 今が思い出になるまで) (2019)

### Kompilacje
- Boku dake no kimi ~Under Super Best~ (jap. 僕だけの君〜Under Super Best〜) (2018)

Best album
- Time flies (2021)